# Holden 48-215
Holden 48-215 är en personbil, tillverkad av den australiensiska biltillverkaren Holden mellan 1948 och 1956.

## 48-215 (1948-56)
Holden hade börjat bygga karosser till olika importerade bilar efter första världskriget. Sedan General Motors köpt upp företaget 1931 byggdes karosser uteslutande till GM:s brittiska och amerikanska märken. I slutet av 1930-talet började man planera för en egen bil, men utvecklingen fick läggas på is under andra världskriget.
Efter kriget togs arbetet upp igen och den 29 november 1948 presenterades ”Australiens egen bil”. Holden var en modern bil, med självbärande kaross, individuell framhjulsupphängning och hydrauliska bromsar. Den sexcylindriga motorn var en mindre version av Chevrolets klassiska sexa, med toppventiler och fyrlagrad vevaxel.

### FX
Holden 48-215 introducerades i november 1948. I januari 1951 tillkom pick up-versionen 50-2106. Modellserien har i efterhand kallats Holden FX, för att skilja den från efterföljarna.

### FJ
Holden FJ introducerades i september 1953. Bilen hade uppdaterats med en modernare kylarmaskering. I december 1953 tillkom en tredje karossvariant, skåpbilen Panel Van. Personbilen såldes nu i två utrustningsversioner:
- Holden Standard
- Holden Special

Sedanen ersattes i juli 1956 av Holden FE, medan lastbilarna fortsatte tillverkas ytterligare närmare ett år.

## Tillverkning
| Modell | Antal   |
| ------ | ------- |
| FX     | 120 402 |
| FJ     | 169 969 |